# Batkovići (Goražde, BiH)
Bahovo je naseljeno mjesto u općini Goražde, Federacija Bosne i Hercegovine, Bosna i Hercegovina.

## Stanovništvo

### Popisi 1971. – 1991.
| Batkovići     |              |              |             |
| godina popisa | 1991.        | 1981.        | 1971.       |
| Srbi          | 18 (100,0 %) | 21 (100,0 %) | 4 (100,0 %) |
| ukupno        | 18           | 21           | 4           |

### Popis 2013.
| Batkovići     |       |
| godina popisa | 2013. |
| Srbi          | 0     |
| ukupno        | 0     |

## Vanjske poveznice
- Službene mrežne stranice općine Bileća